# كريزويل
ارشيبالد كاميرون كريزويل (بالإنجليزية: K. A. C. Creswell) (1296 - 1394 هـ / 1879 - 1974 م) مستشرق بريطاني بدء حياته كآثري يقوم بدراسة ورفع الاثار في الشرق الأوسط. ثم انتقل للتدريس واصبح أستاذ ومؤرخ عمارة إسلامية. له كتب ومؤلفات عن العمارة الإسلامية في مصر. ولد في لندن بتاريخ 13/9/1879 وتوفي بتاريخ 8/4/1974. عاش نحو مايقارب 95 سنة.
كان من الأعضاء البارزين في لجنة حفظ الآثار العربية. عين كأستاذ للآثار العربية في جامعة فؤاد الأول ثم في 1956 أستاذ في قسم الدراسات الشرقية بالجامعة الأمريكية بالقاهرة.
مكتبته توجد في قسم مكتبة الكتب النادرة والمجموعات الخاصة نسخة محفوظة 15 مارس 2024 على موقع واي باك مشين. بمكتبة الجامعة الأمريكية بالقاهرة

## مؤلفاته
له العديد من المراجع والمؤلفات الموسوعية في مجال العمارة الإسلامية.

## أرشيف الصور
بالتعاون مع مؤسسة بركات تقوم الجامعة الأمريكية بالقاهرة ومتحف فيكتوريا وألبرت بلندن و متحف الأشموليين بأكسفورد وأي تاتي في فلورانسا برقمنة ما يقرب من أربعين ألف صور فوتوجرافية لآثار العربية والآسلامية في منطقة الشرق الأوسط.
http://digitalcollections.aucegypt.edu/digital/collection/p15795coll14

## روابط خارجية
- https://auc100.aucegypt.edu/stories/sneak-peek-aucs-creswell-cairo-collection-exhibition/